# Glenea bimaculicollis
Glenea bimaculicollis är en skalbaggsart som beskrevs av Thomson 1860. Glenea bimaculicollis ingår i släktet Glenea och familjen långhorningar. Inga underarter finns listade i Catalogue of Life.